# 她來自胡志明市
《她來自胡志明市》（英語：Vietnamese Lady）是一部1992年在英属香港上映的剧情片，導演為嘉嘉，演員為秋乃櫻子（郭绮莉）、黃錦燊、嘉玲、陳榮峻和吳震威等。

## 劇情
该片讲述越南女人「阮英順」远嫁香港奋斗成功的故事。

## 演員
| 演员               | 角色   | 备注 |
| 秋乃櫻子（郭绮莉） | 阮英順 |      |
| 黄锦燊             | 喬文富 |      |
| 嘉玲               |        |      |
| 陳榮峻             |        |      |
| 吳震威             |        |      |

## 制作
- 共同制作：越南人民政府、越南头顿市公安局、越南文化部、华懋娱乐有限公司。
- 策划：梁少秋
- 灯光：张志良
- 美术：谢锦华
- 武术：齐浩剑
- 翻译：吴浩然
- 场记：彭立威
- 化妆：罗细娇
- 服装：成福英
- 道具：李洪
- 场务：黄志伟
- 剧照：方慧侠
- 效果：小强

男主演是赵雅芝丈夫黄锦燊。

## 外部連結
- 香港影庫上《她來自胡志明市》的資料（繁體中文）
- 时光网上《她來自胡志明市》的資料（简体中文）
- 爛番茄上《她來自胡志明市》的資料（英文）
- 互联网电影数据库（IMDb）上《她來自胡志明市》的资料（英文）